# Santiago Rinaudo
Santiago Tomás Rinaudo (Córdoba, Argentina, 14 de abril de 1998) es un futbolista argentino que juega como lateral derecho en Racing de Córdoba de la Torneo Federal A de Argentina.

## Carrera deportiva
Formado en las divisiones inferiores del Club Atlético Barrio Parque, Santiago firmó a comienzos de 2018 con Racing de Córdoba para disputar el torneo Federal A (tercera división doméstica). Durante su carrera en las categorías menores, también se ha destacado jugando de mediocampista y zaguero central, dando muestras de una gran polifuncionalidad dentro del campo.
Su debut profesional en la 'Academia cordobesa' fue el 28 de octubre de 2018, frente a Deportivo Maipú, en el Estadio Miguel Sancho, con Reinaldo Merlo como director técnico. Actualmente forma parte del equipo titular de su club, que disputa el Torneo Federal A (Tercera Categoría).

## Clubes
| Club              | País      | Año       |
| ----------------- | --------- | --------- |
| Barrio Parque     | Argentina | 2015-2018 |
| Racing de Córdoba | Argentina | 2018-2024 |
| Central Norte     | Argentina | 2024-act  |